# Dicella nucifera
Dicella nucifera är en tvåhjärtbladig växtart som beskrevs av Chod.. Dicella nucifera ingår i släktet Dicella och familjen Malpighiaceae. Inga underarter finns listade i Catalogue of Life.